# Ryuji Sasai
Ryuji Sasai (笹井隆司, Sasai Ryūji; 21 de dezembro de 1961) é um compositor de trilhas sonoras para videogame e baixista do Japão. Mais bem conhecido por seu trabalho em Xak, Final Fantasy Legend III e Final Fantasy Mystic Quest, Sasai é notável pelo seu estilo baseado em rock. Sua carreira musical teve início quando ele tinha apenas 15 anos de idade, ao fundar uma banda. Antes de entrar na indústria de jogos, Sasai tinha envolvimento com o departamento de anime, criando duas séries de televisão e um filme. Após compor para quatro jogos como um freelancer, ele foi contratado pela Square de 1991 a 1998, onde ele trabalhou em um total de cinco jogos.
Embora tenha dado a entender que havia deixado o cenário da música para videogames, ele continuou a compor, sob pseudônimos, para jogos bishōjo, máquinas de pachinko, e bandas. Sasai colaborava com os seus colegas compositores Tadahiro Nitta, Chihiro Fujioka, e Yasuhiro Kawakami. Além disso, ele também já foi membro das bandas de rock Novela e Action, e hoje está envolvido com a Queen Mania e Spiders from Cabaret como baixista.

## Biografia
Nascido em Osaka, Japão, Ryuji Sasai deu início à sua carreira musical aos 15 anos, tocando instrumentos e fundando uma banda. Em 1982, ele se juntou à banda de rock Novela; trabalhou como instrumentista e letrista para vários dos seus álbuns. Ao ficar algum tempo afastado da banda, ele compôs músicas para as séries de anime The Mysterious Cities of Gold (1982)[carece de fontes?] e Adventures of the Little Koala (1984)[carece de fontes?]. Após o fim da Novela em 1984, ele trabalhou, ao lado de Satoshi Kadokura, na composição da música do filme de 1986 Windaria.[carece de fontes?] Em 1988, ele se juntou à banda Action como baixista e vocalista de fundo; a banda permaneceu ativa por uma década.
Sua estreia como compositor de músicas de videogame ocorreu com Mugen no Shinzo III da Crystal Software em 1989, ao lado de Chihiro Fujioka. Após mandar suas fitas demo e seu currículo a todas as casas de software e companhias de jogos listadas em revistas especializadas, ele recebeu resposta da Micro Cabin. Ele passou a compor músicas para três jogos da série Xak juntamente a Tadahiro Nitta: Xak: The Art of Visual Stage, Fray in Magical Adventure, e Xak II: The Rising of the Red Moon. Nesta época, ele estava trabalhando como compositor freelancer. Em 1991, após a contratação de Fujioka como diretor da Square, Sasai foi convidado a se juntar à companhia, pois precisavam de compositores para ajudar Nobuo Uematsu e Kenji Ito. Sua primeira tarefa foi criar a trilha sonora do título para Game Boy Final Fantasy Legend III.[carece de fontes?] Sasai compôs a maior parte das músicas, enquanto que o diretor Fujioka lidou com apenas quatro faixas.
Sua próxima tarefa na Square foi com Final Fantasy Mystic Quest de 1992 (conhecido como Mystic Quest Legend na Europa), que teve sua música composta também por Yasuhiro Kawakami; foi o primeiro jogo da série Final Fantasy a não ter o trabalho do compositor regular Uematsu. Após um hiato durante o auge da atividade da Action, Sasai foi incumbido como o único compositor do jogo Rudra no Hihō (1996), lançado apenas no Japão. Em seguida, ele contribuiu com a faixa "Character Select" no jogo Tobal No. 1, que teve a participação de vários compositores;[carece de fontes?] a faixa recebeu sua versão rearranjada no álbum Tobal No. 1 Remixes Electrical Indian, com trabalho de arranjo da equipe GUIDO.
Após terminar seu trabalho na trilha sonora de Bushido Blade 2 e o fim da Action em 1998, Sasai abandonou a Square. Ele iria, como planejado, trabalhar em mais dois RPGs após Bushido Blade 2, mas, devido às circunstâncias com a empresa, isto não aconteceu. Como ele não recebeu nenhuma outra tarefa da desenvolvedora, ele decidiu sair da Square. Sob um pseudônimo, ele passou a compor e criar arranjos de músicas para jogos bishōjo, máquinas de pachinko, e bandas. Hoje, Sasai é um baixista para a Queen Mania, uma banda-tributo ao Queen, e para a banda de rock Spiders from Cabaret.

## Estilo e influências musicais
Sasai é famoso pelo seu estilo musical baseado em rock; a trilha sonora de Bushido Blade 2 consiste em músicas de hard rock com instrumentos tradicionais japoneses. Como membro da banda-tributo Queen Mania, Sasai cita Queen como sua principal influência musical. Dando preferência ao heavy metal e ao rock alternativo, suas bandas preferidas são Extreme, Judas Priest, e Red Hot Chili Peppers. Ele disse também que ouve hard rock e começou a apreciar outros gêneros, tais como rock progressivo. Quando ele começou a trabalhar na indústria de jogos, ele costumava ouvir muita música clássica e trilhas sonoras de filmes.

## Discografia
| Anime | Anime                                 | Anime                 | Anime                   |
| Ano   | Título                                | Função                | Assistente              |
| ----- | ------------------------------------- | --------------------- | ----------------------- |
| 1982  | The Mysterious Cities of Gold         | Composição            | Haim Saban e Shuki Levy |
| 1984  | Adventures of the Little Koala        | Composição            |                         |
| 1986  | Windaria                              | Composição            | Satoshi Kadokura        |
| Jogos |                                       |                       |                         |
| Ano   | Título                                | Função                | Assistente              |
| 1989  | Mugen no Shinzo III                   | Composição            | Chihiro Fujioka         |
| 1989  | Xak: The Art of Visual Stage          | Composição            | Tadahiro Nitta          |
| 1990  | Fray in Magical Adventure             | Composição            | Tadahiro Nitta          |
| 1990  | Xak II: The Rising of the Red Moon    | Composição            | Tadahiro Nitta          |
| 1991  | Final Fantasy Legend III              | Composição e arranjos | Chihiro Fujioka         |
| 1992  | Final Fantasy Mystic Quest            | Composição e arranjos | Yasuhiro Kawakami       |
| 1996  | Rudra no Hihō                         | Composição e arranjos |                         |
| 1996  | Tobal No. 1                           | Composição e arranjos | Vários outros           |
| 1998  | Bushido Blade 2                       | Composição e arranjos |                         |
| 2010  | SaGa 3 Jikū no Hasha: Shadow or Light | Composição e arranjos | Kenji Ito               |